# Дощицин, Юрий Петрович
Ю́рий Петро́вич Дощи́цин (1943—2003) — российский врач-гигиенист, профпатолог, директор НИИ комплексных проблем гигиены и профессиональных заболеваний Сибирского отделения Российской академии медицинских наук (1988—1995), доктор медицинских наук, профессор.

## Биография
Юрий Петрович Дощицин родился 8 апреля 1943 года в городе Вельске Архангельской области.
Высшее образование получил в 1970 году, окончив в Казахстане санитарно-гигиенический факультет Карагандинского государственного медицинского института. После этого два года работал заведующим отделением гигиены труда в Темиртауской городской санэпидемстанции.
В 1972—1975 годах обучался в очной аспирантуре НИИ гигиены труда и профзаболеваний АМН СССР в Москве. В 1975 году защитил кандидатскую диссертацию по теме «Труд, быт и здоровье металлургов».
Вернувшись после аспирантуры в Караганду, Ю. П. Дощицин возглавил там лабораторию гигиены производственной и окружающей среды в Казахском институте гигиены труда и профзаболеваний.
В 1978 году был приглашён в Новокузнецк в НИИ комплексных проблем гигиены и профессиональных заболеваний Сибирского филиала АМН СССР, с которым была связана вся его дальнейшая научная деятельность. Здесь он стал руководителем отдела региональных социально-гигиенических проблем.
В 1988 году Ю. П. Дощицина избрали на должность директора института, которую он занимал на протяжении семи лет. В 1990 году защитил докторскую диссертацию по теме «Формирование здоровья населения в условиях развивающихся городов Сибири». Под его руководством разработана региональная программа «Здоровье».
Избирался в Кемеровский областной совет по 132 округу города Новокузнецка в 1990 году.
С 1995 года стал работать заведующим отделом региональных проблем общественного здоровья.
Отмечен знаком «Отличник здравоохранения СССР».

## Научные достижения
Ю. П. Дощицин был организатором и руководителем ряда экспедиций по сбору информации для составления социально-гигиенических паспортов Кемеровской, Новосибирской, Омской, Томской, Тюменской областей, Алтайского и Красноярского краёв. В дальнейшем с их учётом составлялись планы социально-экономического развития этих территорий, комплексная программа «Охрана здоровья населения и окружающей среды». Разработаны программы «Демографическая ситуация» и «Общественный показатель здоровья населения и окружающей среды». На их основе были разработаны и утверждены Минздравом СССР и РСФСР методики формирования комплексных программ «Здоровье».
Ю. П. Дощициным опубликовано более 250 научных работ, в том числе 8 монографий, касающихся охраны здоровья населения восточных регионов России. Под его руководством защищено 12 кандидатских диссертаций.